# باول كريغتون
باول كريغتون (بالإنجليزية: Paul Creighton) هو فنان قتال مختلط أمريكي، ولد في 4 يوليو 1970 في مانهاتن في الولايات المتحدة.

## وصلات خارجية
- باول كريغتون على موقع يو إف سي (الإنجليزية)
- باول كريغتون على موقع شيردوغ (الإنجليزية)